# Шибулаты
Шибула́ты (чув. Шӑплат) — деревня в Урмарском муниципальном округе Чувашской Республики. 

## География
Расположен в северо-восточной части региона, в пределах Чувашского плато, на реке Куганарка.

### Климат
В деревне, как и во всём районе, климат умеренно континентальный с продолжительной холодной зимой и довольно тёплым сухим летом. Средняя температура января −13 °C; средняя температура июля 18,7 °C. За год выпадает в среднем 400 мм осадков, преимущественно в тёплый период. Территория относится к I агроклиматическому району Чувашии и характеризуется высокой теплообеспеченностью вегетационного периода: сумма температур выше +10˚С составляет здесь 2100—2200˚.

## История
Жители до 1866 государственные крестьяне; занимались земледелием, животноводством, колёсным промыслом. В начале 20 века действовали ветряная, конная мельницы.

### Административно-территориальная принадлежность
С XIX века до 1927 года находилась в составе Яниково-Шоркистринская волость Цивильского уезда, с 1927 года в составе Урмарского района.
К 2002 году адм. центр Шибулатовского сельсовета.
Входила с 2004 по 2022 г. в состав Бишевского сельского поселения Урмарского района.
В рамках реформы местного самоуправления к 1 января 2023 года поселения района были упразднены, а  НП объединены в единый  муниципальный округ.

## Население
| 2010 | 2012 | 2015 |
| ---- | ---- | ---- |
| 275  | ↗362 | ↘238 |

### Национальный и гендерный состав
Согласно результатам переписи 2002 года, в национальной структуре населения чуваши составляли 99 % от общей численности в 337 чел., из них мужчин 165, женщин 172.

## Инфраструктура
Личное подсобное хозяйство.
Основа экономики — сельское хозяйство.

## Достопримечательности
Монумент Воину-освободителю.

## Транспорт
Деревня доступна автотранспортом.